# Чирлидинг

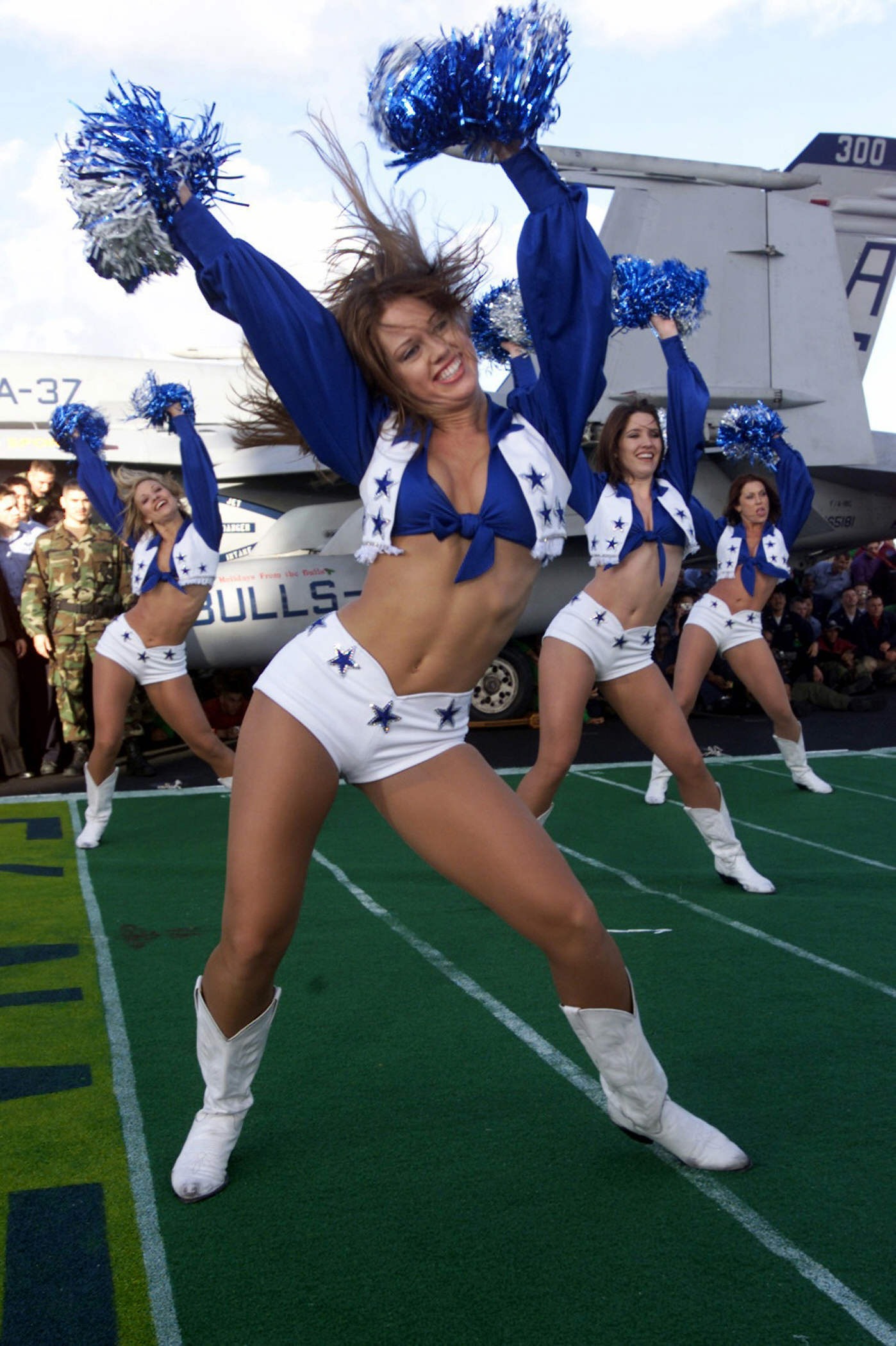
Чирлидинг

Чир спорт (разг. "чирлидинг" англ. cheerleading, от cheer [ʧɪə] — одобрительное, призывное восклицание и lead [liːd] — вести, управлять) — вид спорта, сочетающий элементы зрелищных видов спорта (танцы, гимнастика, акробатика).

## Спортивная составляющая чирлидинга
Чирлидинг зародился в США в 1870-е годы и приобрёл наиболее широкое распространение к середине XX века. Примерный перевод названия: группа поддержки.
Чирлидинг можно разделить на два основных направления:
1. соревнования команд по программам, подготовленным по специальным правилам;
2. работа со спортивными командами, клубами, федерациями для выполнения следующих задач:
  - привлечение зрителей (болельщиков) на стадионы и в спортивные залы с целью популяризации физкультуры и спорта, здорового образа жизни;
  - создание благоприятного морально-психологического климата на стадионе, уменьшения агрессивного настроения болельщиков-фанатов, создание обстановки «позитивного фанатизма» и управление эмоциями фанатов;
  - поддержка спортивных команд, участвующих в матче;
  - активизация и разнообразие рекламно-имиджевой работы на спортивных мероприятиях.

Во время выступления спортсмены могут использовать помпоны, рупоры, таблички и флаги.

## Международная федерация чирлидинга

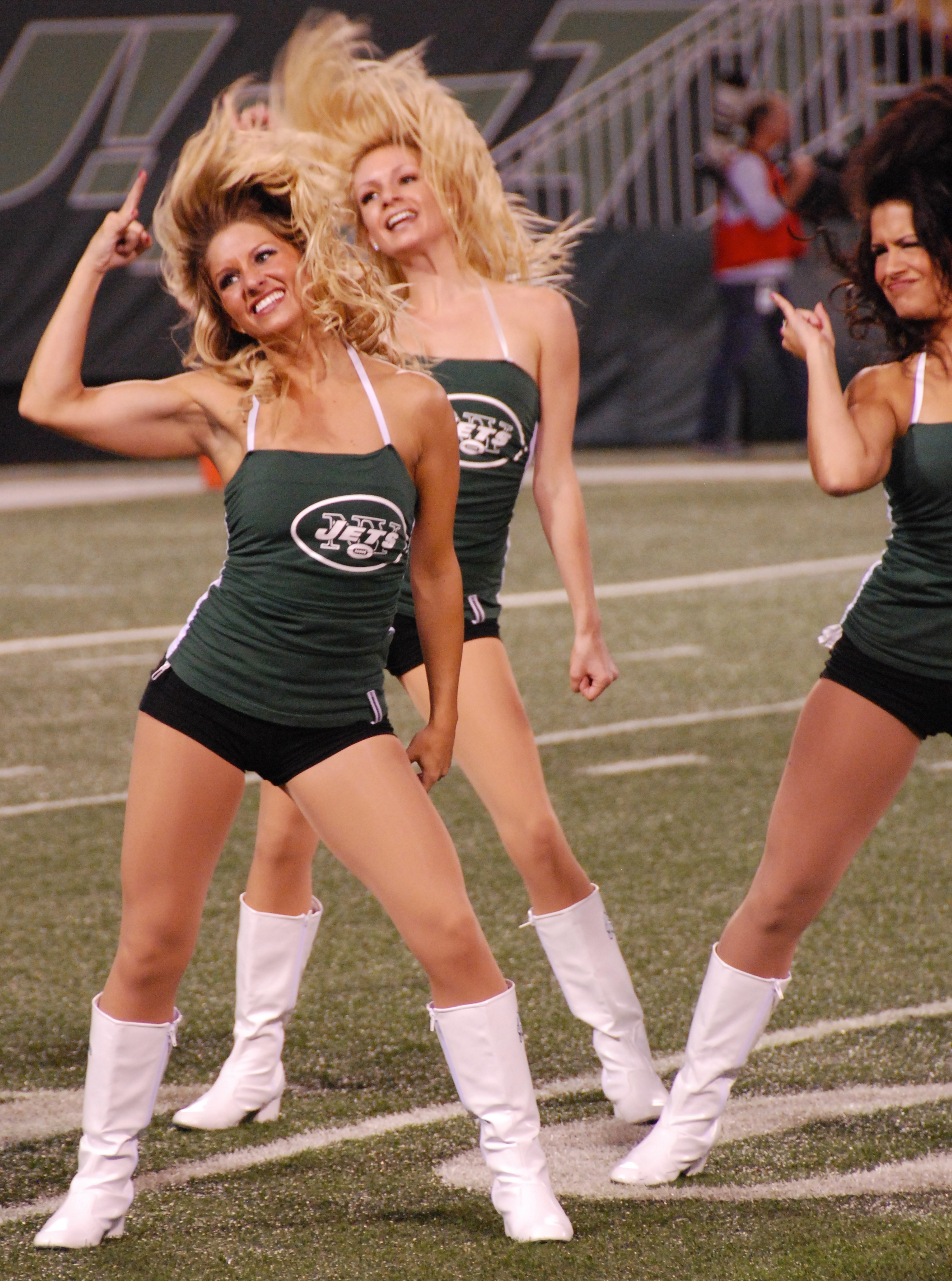
Выступление команды «Нью-Йорк джетс»

В 1998 году была основана Международная федерация чирлидинга (IFC), куда впоследствии, помимо стран — членов европейской ассоциации, вошла Япония — страна, где в 2001 году в Токио состоялся первый чемпионат мира по чирлидингу.
Страны, входящие в IFC:
Австралия, Австрия, Барбадос, Белоруссия, Боливия, Бразилия, Великобритания, Венгрия, Венесуэла, Германия, Гонконг (КНР), Дания, Индонезия, Ирландия, Казахстан, Колумбия, Коста-Рика, Латвия, Малайзия, Норвегия, Панама, Перу, Россия, Сербия, Сингапур, Словения, США, Таиланд, Тайвань, Узбекистан, Украина, Филиппины, Финляндия, Франция, Черногория, Чили, Швеция, Эквадор, ЮАР, Япония.

## Чирлидинг в бывших республиках СССР

### Россия

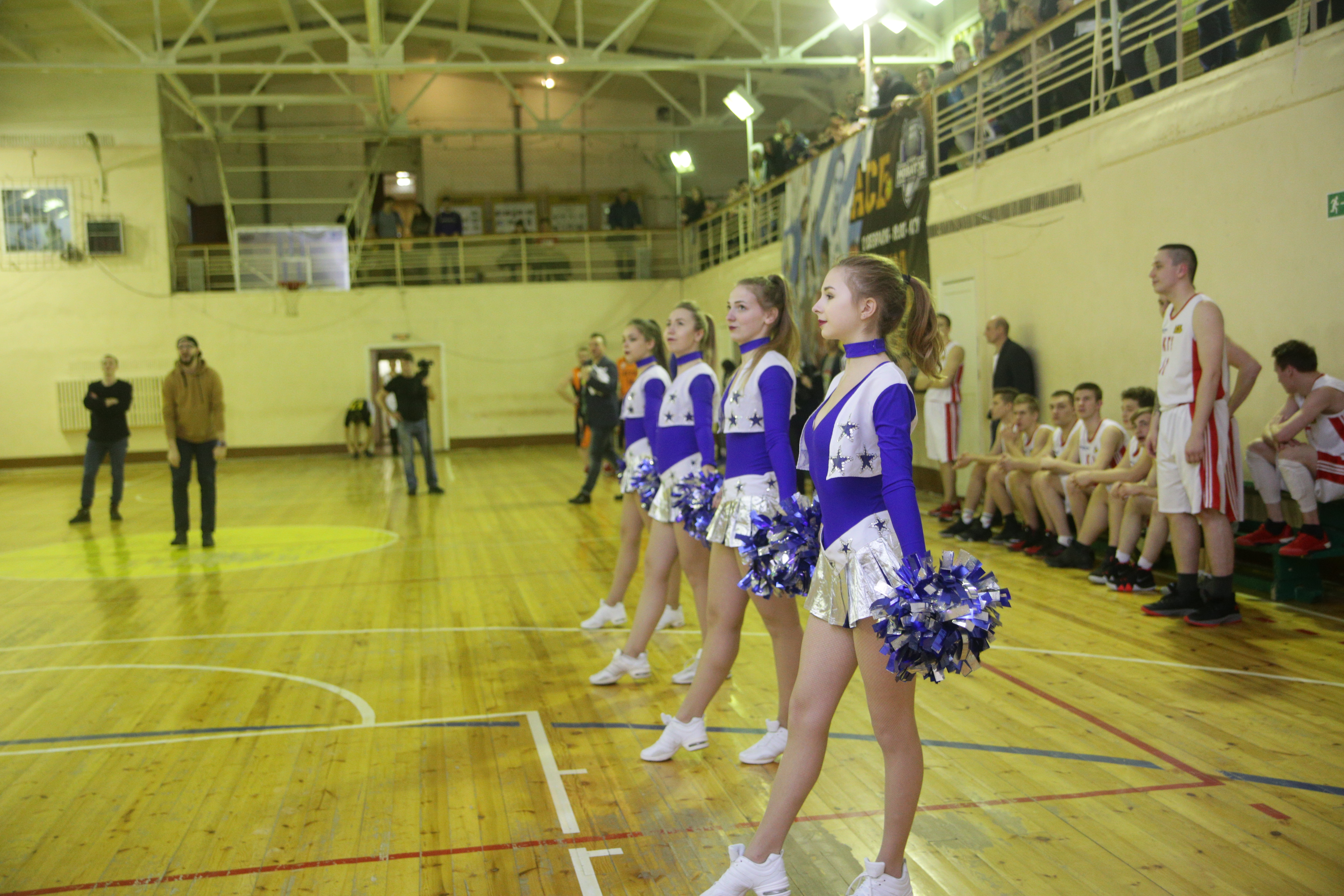
Группа поддержки ярославского баскетбольного клуба «Юнибаскет»

В России чирлидинг существует относительно недавно. Своё начало в РФ он получил одновременно с появлением американского футбола. Первая чирлидинговая команда в России была создана в 1996 году при Детской лиге американского футбола (ДЛАФ). Вскоре интерес к оригинальному виду спорта настолько возрос, что в январе 1998 года появилась автономная некоммерческая организация «Досуговый клуб „Ассоль“», учреждённый ДЛАФ, главной задачей которого стало развитие программы группы поддержки спортивных команд. В августе 1999 года по инициативе клуба «Ассоль» была зарегистрирована РОО «Федерация Черлидерс — группы поддержки спортивных команд». Чуть позже к ней примкнули региональные федерации Астрахани, Волгограда, Челябинска, Магнитогорска, Московской области, Перми, Санкт-Петербурга, Ульяновска. Популярность чирлидинга продолжала стремительно расти: уже в 1999 году в московском Дворце спорта «Динамо» состоялись первые соревнования по чирлидингу на Кубок Федерации. Впоследствии эти соревнования стали проводиться ежегодно по определённой программе. 12 февраля 2007 года чирлидинг в России был официально признан видом спорта. 23 ноября 2008 года во Дворце спорта «Динамо» прошёл 1-й этап Кубка мира по чирлидингу (IFC World Cup 2008), в котором среди других стран Россия заняла пять призовых мест, из них 3-е место в номинации Cheer All Female 16+ (Senior), 1-е и 3-е места в номинации Cheer Mixed 16+ (Senior), 2-е и 3-е места Cheer All Female 12-15 (Junior) и 3-е место в номинации Group Stunts 16+ (Senior). 1 декабря 2008 года была официально зарегистрирована Федерация чирлидинга России.
Знаменательным для российского чирлидинга стал Шестой чемпионат мира по чирлидингу (CWC), состоявшийся 26—27 ноября 2011 года в Гонконге (КНР). 1-е место в номинации Cheer Dance 16+ (Senior) тогда заняла московская команда «Нон Стоп» (Non Stop) под руководством тренера Надежды Денисовой, став за 12 лет в этом виде спорта первой российской командой, завоевавшей звание чемпионов мира. За призовые места в CWC 2011 боролось рекордное за всю историю проведения чемпионата число участников — более 70 команд в шести номинациях из 21 страны мира. В составе сборной России выступило 8 команд в пяти номинациях из Москвы, Екатеринбурга и Ростова-на-Дону. Ближе всех к призовым местам приблизилась команда «Деметра» (Ростов-на-Дону) — 4-е место в номинации Group Stunts 16+ (Senior) с разницей в 1,5 балла с командой, занявшей 3-е место.

### Украина
Чирлидинг на Украине существует с конца 1990-х годов. В 2001 году в Киеве основана танцевальная команда ReD Foxes под руководством Елены Рожковой, принимавшая участие в церемониях проведения летних Олимпийских игр в Афинах, Пекине и Лондоне, ряда Кубков мира по баскетболу, финала Чемпионата Европы по регби в Киеве, 75-летия FIBA в Женеве (Швейцария), множества украинских и зарубежных спортивных соревнований, концертных программ и культурных мероприятий. В числе других известных украинских чирлидинг-команд — MarLi team (Киев), Energy Stars (Одесса), Lemberg Angels (Львов), «Пунктуация» (Каменское), Колорит (Днепр).
24 ноября 2004 года зарегистрирована Национальная всеукраинская федерация чирлидинга (в написании на официальном сайте — «черлиденга»). 22 февраля 2005 года приказом Госкомспорта Украины № 419 чирлидингу был присвоен статус вида спорта, официально признанного на Украине. С 2005 года ежегодно проводятся всеукраинский чемпионат и Кубок Украины по чирлидингу. С 2005 по 2015 год в Украинской федерации чирлидинга (президент — член Исполкома Международного чирлиденгового союза, вице-президент Спортивного комитета Украины, заслуженный журналист Украины Юрий Крикун) подготовлены два Заслуженных тренера Украины, два Заслуженных мастера спорта, 21 мастер спорта Украины международного класса, 102 мастера спорта Украины, шесть судей международной категории. Восьми членам Федерации присвоено звание «Почётный работник физической культуры и спорта». Шесть членов Федерации награждены почётными грамотами Министерства Украины по делам семьи, молодёжи и спорта. В 2014 году Генеральный секретарь Федерации Анна Андриенко была признана лучшим тренером в мире по чирлидингу и лучшим тренером Украины по всем видам спорта.
Всеукраинская федерация чирлидинга — член Европейского чирлидингового союза (ECU).
В чемпионатах мира 2009—2015 годов разыгрывались медали в 12 номинациях (6 данс, 6 чир). Украина участвовала в трёх видах программы и завоевала восемь медалей — пять золотых, одну серебряную и две бронзовых. В чемпионате Европы 2015 года (Любляна, Словения) с участием 23 стран (3100 спортсменов) разыгрывались медали в 12 номинациях (6 данс, 6 чир). Украина участвовала в семи видах программы и завоевала пять бронзовых медалей.

### Белоруссия
В 2007 году было зарегистрировано общественное объединение «Белорусская федерация чирлидинга и команд поддержки» (далее — БФЧКП). Директором федерации стал Олег Владимирович Язвин. В 2009 году БФЧКП стала членом Международного союза чирлидинга (ICU), а в 2011 — членом Европейского союза чирлидинга (ECU).
Первыми республиканскими соревнованиями в Беларуси стал Открытый чемпионат Республики Беларусь по чирлидингу, проведенный в начале 2009 года. С 2011 года спортсмены Беларуси являются постоянными участниками чемпионата Европы ECU, а также его призерами. В медальном зачете ECU Беларусь входит в топ 10 стран Европы. В 2015 году в Беларуси стартует «Республиканская лига по чирлидингу» среди учреждений среднего, средне-специального и дополнительного образования, а также Студенческая лига. C 2016 года в Беларуси стартуют первые международные специализированные сборы по чирлидингу с ведущими специалистами стран Европы и США.
В 2017 году Министерством спорта и туризма Беларуси чирлидинг был официально признан видом спорта в стране, а также временно признан Национальным олимпийским комитетом. Ежегодно в Беларуси проводятся Республиканские соревнования и Кубок Беларуси по чирлидингу, Открытое первенство и чемпионат Беларуси по чирлидингу, областные соревнования и фестивали по спортивным и начинающим дисциплинам. С 2018 году спортсменам федерации стали присваиваться спортивные разряды.

### Казахстан
На сегодняшний день в Казахстане чирлидинг развивается как в крупных городах, так и в регионах. Только в Алма-Ате — более 64 команд и более 20 команд в регионах. Чирлидинг развивается в таких городах Казахстана, как Астана, Уральск, Павлодар, Караганда, Усть-Каменогорск, Жезказган, Талдыкорган, Темиртау, Талгар, Актобе, Шымкент и Алматы. Прошёл первый фестиваль чирлидинга в 2006 году в Караганде. 4 апреля 2007 года зарегистрирована Федерация чирлидинга Казахстана. 27 июля 2007 года Федерация принята в состав Международной и Азиатской федераций чирлидинга. С 2008 года Федерация чирлидинга Казахстана имеет право на участие в чемпионате Азии и чемпионате мира. Целью Федерации является популяризация этого вида спорта, как массово, так и профессионально. Для этого планируется ежегодное проведение семинаров, курсов повышения квалификации, мастер-классов с участием ведущих специалистов России, Европы и Японии. Также раз в году планируется проведение фестиваля с чирлидерами-любителями (школьными командами) и чемпионат среди чирлидеров — профессиональных спортсменов (учеников спортивных школ).
В состав IFC входят 27 клубов, включающих 64 команды в разных возрастных категориях.

## Соревнования
Чир спорт — отдельный самостоятельный вид спорта. По нему проводятся соревнования не только российского масштаба, но и европейского, и мирового. В официальных соревнованиях по чир спорту выделяют 11 дисциплин по двум направлениям.
Перфоманс — танцевальное направление чир спорта. Выступление команд проходит на специальном танцевальном линолеуме в 6 дисциплинах:
1. Чир фристайл группа (от 16 до 24 человек) — композиция строится из элементов и движений разнообразных хореографических стилей с обязательным использованием помпонов;
2. Чир фристайл двойка (2 человека);
3. Чир джаз группа (от 18 до 24 человек) — композиция включает в себя любые стили джазового танца, технические элементы и командное взаимодействие в целом;
4. Чир джаз двойка (2 человека);
5. Чир хип-хоп группа (от 16 до 24 человек) — дисциплина включает в себя различные стили уличных танцев, элементы акробатики в соответствующем стиле;
6. Чир хип-хоп двойка (2 человека).

Чирлидинг — акробатическое направление чир спорта. Выступление команд проходит на специальном покрытии (ролл-маты) или их аналоге. Здесь выделено 5 дисциплин:
1. Чирлидинг группа (от 16 до 24 человек) — выступление женских команд. В выступлении обязательно наличие стантов (поддержек), тоссов, пирамид и акробатики. А также наличие чир-блока (кричалки) в начале программы;
2. Чирлидинг группа смешанная (от 16 до 24 человек) — выступление смешанных команд (мужчины и женщины).
3. Чирлидинг стант (от 3 до 5 человек) — выступление женских команд. Выступление состоит из стантов и тоссов.
4. Чирлидинг стант смешанный (от 3 до 5 человек) — выступление смешанных команд;
5. Чирлидинг стант партнерский (2 человека) — выступление в разнополой паре.[7]